# El Tarajal (Córdoba)
El Tarajal es una aldea española, pedanía del municipio de Priego de Córdoba, perteneciente a la provincia de Córdoba, en la comunidad autónoma de Andalucía. 

## Geografía
La distancia hasta Priego de Córdoba es de 9 km, que trascurren por una carretera secundaria asfaltada. Se encuentra situada a 468 m de altitud sobre el nivel del mar, rodeada de sierras, junto al curso del río Salado. Las poblaciones más cercanas son El Esparragal, El Cañuelo y Zagrilla.
Consta de 33 casas construidas, aunque solamente tiene 19 habitantes, ya que la mayoría de estas son habitadas en épocas vacacionales, es decir, son segundas viviendas. El pueblo cuenta con tres casas rurales disponibles durante todo el año para el disfrute de su tranquilidad, de paseos por sus sierras y por el río.
Se puede encontrar la fuente “El pilar” en la plaza del pueblo, y el pilar lavadero, donde hasta hace pocos años algunos habitantes lavaban su ropa. Estas fuentes sirven en la actualidad para refrescar los momentos de calor y para regar los huertos cercanos de los vecinos de El Tarajal.

## Historia
Hacia mediados del siglo XIX, el lugar, ya por entonces perteneciente a Priego, tenía contabilizada una población de 99 habitantes. La localidad aparece descrita en el decimocuarto volumen del Diccionario geográfico-estadístico-histórico de España y sus posesiones de Ultramar de Pascual Madoz de la siguiente manera:

TARAJAL: ald. en la prov. de Córdoba, part. jud., ayunt. y térm. de Priego. Se halla situada á una leg. de esta v. á la inmediacion del r. Salado: tiene 25 casas y un pilar que surte de agua al vecindario. Su pobl. consiste en 25 vec., 99 alm., para cuyo gobierno inmediato hay un alcalde pedáneo. Las producciones son las mismas que las de Priego. (V.).
(Madoz, 1849, p. 591)

## Fiestas
La fiesta que organiza la Asociación del Tarajal se viene celebrando en agosto en la plaza del pueblo.